# The Feeling

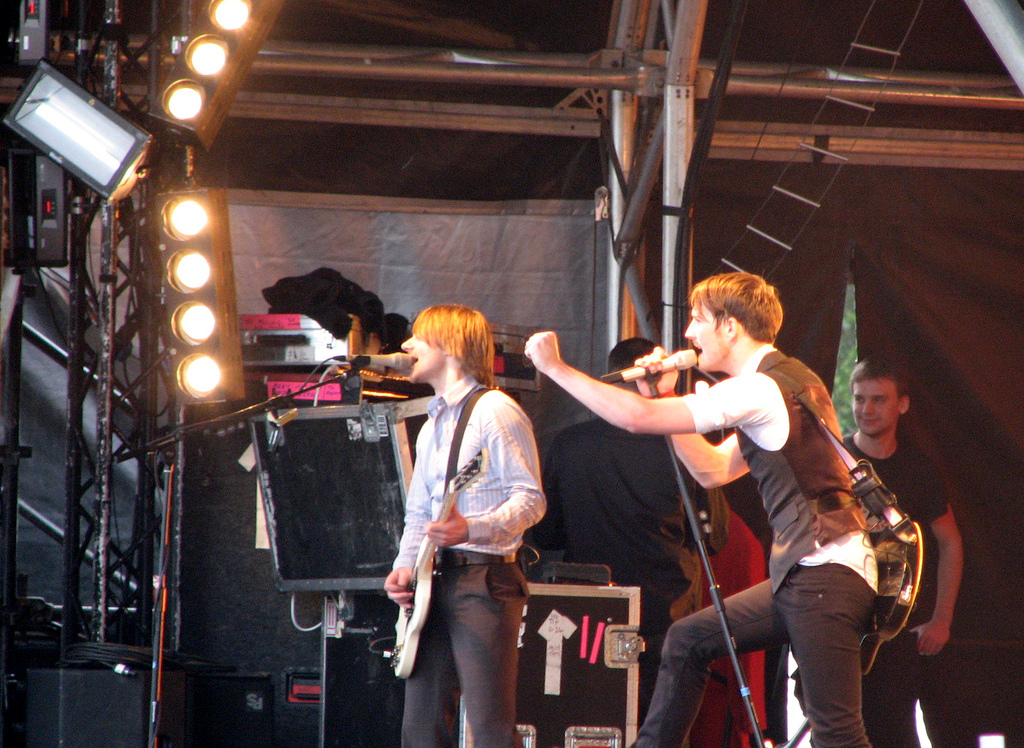
The Feeling live in London (2007)

The Feeling ist eine fünfköpfige britische Pop- und Softrockband.

## Bandgeschichte
Paul Stewart und die beiden Jeremiah-Brüder Kevin und Ciaran kannten sich schon von der Schulzeit in Horsham in Südostengland und sie machten bereits in den 1990er Jahren zusammen Musik. Auf dem College stießen dann Richard Jones und der Londoner Dan Gillespie Sells zu dem Trio dazu. Meist arbeiteten sie als Session-Musiker und im Winter spielten sie auch als Partyband in einem französischen Wintersportgebiet als The Feeling.
Neben den Partystandards entstanden nach und nach auch eigene Songs geschrieben von Gillespie Sells. Mitte der 2000er wurden sie schließlich von Universal unter Vertrag genommen und veröffentlichten ihre ersten Singles. Mit Sewn hatten sie 2006 gleich einen internationalen Hit, der einen ebenso erfolgreichen Start ihres Debütalbums Twelve Stops and Home nach sich zog. In ihrer Heimat kam das Album auf Platz 2 der Charts und wurde mit Platin ausgezeichnet (über 300.000 verkaufte Exemplare). Ihre ersten drei Singles konnten sich in Großbritannien zudem unter den Top 10 platzieren. Ihr eingängiger Pop machte sie zur idealen Airplay-Band und 2006 waren sie die meistgespielten Interpreten im englischen Radio. Sie konnten mehrere Auszeichnungen einheimsen, u. a. den Ivor Novello Award, und waren für BRIT Awards nominiert.
Nach ausgiebigem Touren, die sie auch in die Vereinigten Staaten führten und ihr Debütalbum dort in den Top-Heatseekers-Charts immerhin auf Platz 20 brachte, folgte 2008 das zweite Album Join with Us. Die Vorabsingle I Thought It Was Over war ein erneuter Top-10-Hit und das Album konnte sich sogar an die Spitze der Charts schieben.
2011 nahmen The Feeling im Rahmen der Burberry Acoustics in den Abbey Road Studios einige ihrer Songs in einer Akustikversion auf. Den Song Rosé verwendete das Modehaus als Musik für die Burberry-Body-Kampagne mit Rosie Huntington-Whiteley.

## Bandmitglieder
- Dan Gillespie Sells (* 1979[5] in London), Sänger und Gitarrist
- Kevin Jeremiah, Gitarrist
- Richard Jones, Bassist
- Ciaran Jeremiah, Keyboarder
- Paul Stewart, Schlagzeuger

## Diskografie

### Studioalben
| Jahr | Titel                 | Höchstplatzierung, Gesamtwochen, AuszeichnungChartplatzierungen (Jahr, Titel, Platzierungen, Wochen, Auszeichnungen, Anmerkungen) | Höchstplatzierung, Gesamtwochen, AuszeichnungChartplatzierungen (Jahr, Titel, Platzierungen, Wochen, Auszeichnungen, Anmerkungen) | Höchstplatzierung, Gesamtwochen, AuszeichnungChartplatzierungen (Jahr, Titel, Platzierungen, Wochen, Auszeichnungen, Anmerkungen) | Anmerkungen                            |
| Jahr | Titel                 | DE | AT | UK | Anmerkungen                            |
| ---- | --------------------- | --- | --- | --- | -------------------------------------- |
| 2006 | Twelve Stops and Home | DE94 (1 Wo.)DE | — | UK2 ×3Dreifachplatin · (61 Wo.)UK                                                                                                 | Erstveröffentlichung: 5. Juni 2006     |
| 2008 | Join with Us          | — | — | UK1 Gold · (29 Wo.)UK | Erstveröffentlichung: 18. Februar 2008 |
| 2011 | Together We Were Made | — | — | UK22 (3 Wo.)UK | Erstveröffentlichung: 20. Juni 2011    |
| 2013 | Boy Cried Wolf        | — | — | UK33 (2 Wo.)UK | Erstveröffentlichung: 7. Oktober 2013  |
| 2016 | The Feeling           | — | — | UK47 (1 Wo.)UK | Erstveröffentlichung: 4. März 2016     |
| 2022 | Loss Hope Love        | — | — | UK81 (1 Wo.)UK | Erstveröffentlichung: 6. Mai 2022      |
| 2024 | San Vito              | — | — | UK71 (1 Wo.)UK | Erstveröffentlichung: 12. April 2024   |

Weitere Alben
- 2006: Four Stops and Home (EP)
- 2008: Come Home
- 2011: Singles (2006-2011)

### Singles
| Jahr | Titel Album                                 | Höchstplatzierung, Gesamtwochen, AuszeichnungChartplatzierungen (Jahr, Titel, Album, Platzierungen, Wochen, Auszeichnungen, Anmerkungen) | Höchstplatzierung, Gesamtwochen, AuszeichnungChartplatzierungen (Jahr, Titel, Album, Platzierungen, Wochen, Auszeichnungen, Anmerkungen) | Höchstplatzierung, Gesamtwochen, AuszeichnungChartplatzierungen (Jahr, Titel, Album, Platzierungen, Wochen, Auszeichnungen, Anmerkungen) | Anmerkungen                              |
| Jahr | Titel Album                                 | DE | AT | UK | Anmerkungen                              |
| ---- | ------------------------------------------- | --- | --- | --- | ---------------------------------------- |
| 2006 | Sewn Twelve Stops and Home                  | DE85 (1 Wo.)DE | AT68 (5 Wo.)AT | UK7 (27 Wo.)UK | Erstveröffentlichung: 27. Februar 2006   |
| 2006 | Fill My Little World Twelve Stops and Home  | — | — | UK10 Gold · (32 Wo.)UK | Erstveröffentlichung: 22. Mai 2006       |
| 2006 | Never Be Lonely Twelve Stops and Home       | — | — | UK9 Silber · (26 Wo.)UK | Erstveröffentlichung: 28. August 2006    |
| 2006 | Love It When You Call Twelve Stops and Home | — | — | UK18 Silber · (21 Wo.)UK | Erstveröffentlichung: 20. November 2006  |
| 2007 | Rosé Twelve Stops and Home                  | — | — | UK38 (4 Wo.)UK | Erstveröffentlichung: 12. Februar 2007   |
| 2008 | I Thought It Was Over Join with Us          | — | AT67 (1 Wo.)AT | UK9 (10 Wo.)UK | Erstveröffentlichung: 11. Februar 2008   |
| 2008 | Without You Join with Us                    | — | — | UK53 (3 Wo.)UK | Erstveröffentlichung: 14. April 2008     |
| 2008 | Turn It Up Join with Us                     | — | — | UK67 (2 Wo.)UK | Erstveröffentlichung: 7. Juli 2008       |
| 2008 | Join with Us                                | — | — | UK87 (1 Wo.)UK | Erstveröffentlichung: 15. September 2008 |

Weitere Singles
- 2008: Feels Like Christmas
- 2011: Set My World on Fire
- 2011: A Hundred Sinners (Come and Get It)
- 2013: Rescue
- 2013: Blue Murder
- 2014: Fall Like Rain
- 2016: Spiralling